# El poder de la censura
 El poder de la censura  es una película de Argentina filmada en Eastmancolor dirigida por Emilio Vieyra sobre su propio guion escrito en colaboración con Hebert Posse Amorim que se estrenó el 31 de mayo de 1983 y que tuvo como actores principales a Víctor Laplace, Héctor Bidonde, Mónica Vehil y Fernanda Mistral. 

## Sinopsis
Los problemas que afectan a un productor cinematográfico vinculados a la censura y la autocensura.

## Reparto
- Víctor Laplace como Jorge Carril
- Héctor Bidonde como Pepe Rodríguez
- Carlos Moreno como Roberto Pintos
- Mónica Vehil como Marcela Achaval
- Constanza Maral como Alicia
- Reina Reech como Actriz
- Fernanda Mistral como Cristina Rodríguez
- Norman Erlich como Profesor Ezequiel Achaval
- Roberto Antier como Tito Rodríguez
- Raúl Florido
- Carlos Ferreira
- Mario Luciani como Gómez
- Damiano Berlingieri como Proyeccionista (no acreditado)

## Comentarios
La Voz del Interior escribió:

«Comedia bastante burda con interpretaciones desperdiciadas.»

Manrupe y Portela escriben:

«Film oportunista, coincidente con el “destape” de la incipiente democracia de 1983.»